# Necropoli Pian della Conserva
La Necropoli Pian della Conserva è una necropoli etrusca indagata sin dal 1865 nel territorio del comune di Tolfa.

## Scavi
I primi scavi documentati sono quelli effettuati senza autorizzazioni nel 1865 dal tenente francese Giovanni Antomarchi; i reperti di queste ricerche, interrotte a seguito di denuncia, furono divisi tra il Museo Gregoriano Etrusco e lo stesso Antomarchi, che le vendette al Museo del Louvre di Parigi. Anche le ricerche del 1866, questa volta autorizzate, fruttarono la scoperta di diversi reperti, ceramici e di bronzo, oggi esposti in diversi musei internazionali. Rilevante fu la scoperta della Tomba dei Cani, i cui bassorilievi che raffiguravano due cani e un cervo, che nel 1876 confluirono nella Collezione Castellani esposta nei Musei Capitolini di Roma.

## Descrizione
La necropoli ha restiuito oltre 90 sepolture, tra tombe ipogee e tombe a tumolo, la gran parte della quali etrusca, anche se non mancano sepolture romane.
L'occupazione etrusca del sito, inizialmente controllato Caere e successivamente da Tarquinia,  va dall'VIII secolo a.C. fino al III secolo a.C.; con l'occpuazione romana nella necropoli fu costruita una villa, ancora solo parzialmente indagata.
Gran parte dei tumuli è crollata, ma due di questi sono stati restaurati e risultano accessibili. Le tombe dei tumuli erano semplici, con un'unica camera funeraria dove venivano deposti i corpi di un uomo e una donna. Tetto a doppio spiovente, diviso dal trave centrale.